# Belica (Jagodina)
Belica es un pueblo ubicado en Jagodina, distrito de Pomoravlje, Serbia.

## Superficie
Cuenta con una superficie de 8,838 kilómetros cuadrados.

## Demografía
Hasta 2022 la población era de 266 habitantes, con una densidad de población de 30,10 habitantes por kilómetro cuadrado.
| Gráfica de evolución demográfica de Belica entre 1948 y 2022                         |
|                                                                                      |
| Datos según Population statistics of Eastern Europe & former USSR y City Population. |